# Landgericht Ebermannstadt
Das Landgericht Ebermannstadt war ein von 1804 bis 1879 bestehendes bayerisches Landgericht älterer Ordnung mit Sitz in Ebermannstadt im heutigen Landkreis Forchheim. Die Landgerichte waren im Königreich Bayern Gerichts- und Verwaltungsbehörden, die 1862 in administrativer Hinsicht von den Bezirksämtern und 1879 in juristischer Hinsicht von den Amtsgerichten abgelöst wurden.

## Geschichte
Nachdem im Reichsdeputationshauptschluss das Hochstift Bamberg aufgehoben und Pfalz-Bayern zugesprochen worden war, wurde 1804 im Verlauf der Verwaltungsneugliederung Bayerns das Landgericht Ebermannstadt aus ehemals Bamberger Orten (lediglich das Amt Streitberg gehörte vorher zum Fürstentum Bayreuth) errichtet. Die waren
- vom Amt Ebermannstadt: Ebermannstadt, Breitenbach, Buckenreuth, Burggrub, Dürrbrunn, Eschlipp, Gasseldorf, Gößmannsberg, Haag, Hagenbach, Heiligenstadt, Leidingshof, Lützelsdorf, Oberleinleiter, Poppendorf,  Pretzfeld, Rothenbühl, Traindorf, Trainmeusel, Unterleinleiter, Veilbronn, Voigendorf, Volkmannsreuth, Wannbach, Windischgaillenreuth, Wohlmuthshüll und Zoggendorf
- vom Amt Streitberg: Streitberg, Albertshof, Dietersberg, Engelhardsberg, Hammerthoos, Kuchenmühle, Muggendorf, Neudorf, Niederfellendorf, Oberfellendorf, Pirkenreuth, Rüssenbach, Schottersmühle, Sigritz, Störnhof, Traindorf, Unterweilersbach, Wartleiten, Wöhr und Wüstenstein
- vom Amt Weischenfeld: Sigritz und Unterleinleiter
- vom Amt Eggolsheim: Götzendorf, Tiefenstürmig
- vom Amt Forchheim: Mittel- und Oberweilersbach, Mürchberg, Neuses, Poxstall, Rüssenbach, Streifenberg, Tiefenstürmig und Unterweilersbach[1]

Dieses wurde nach der Gründung des Königreichs Bayern dem Mainkreis zugeschlagen, dessen Hauptstadt Bamberg war. Das Bezirksamt Ebermannstadt wurde im Jahr 1862 durch den Zusammenschluss der Landgerichte älterer Ordnung Ebermannstadt und Hollfeld gebildet und übernahm die administrativen Aufgaben der Landgerichte. Die Landgerichte waren aber weiter für die Rechtsprechung zuständig.
Anlässlich der Einführung des Gerichtsverfassungsgesetzes am 1. Oktober 1879 wurde das Amtsgericht Ebermannstadt eingerichtet, dessen Sprengel deckungsgleich mit dem vorherigen Landgerichtsbezirk Ebermannstadt war und folglich die damaligen Gemeinden Albertshof, Birkenreuth, Breitenbach, Burggaillenreuth, Burggrub, Drosendorf am Eggerbach, Drügendorf, Dürrbrunn, Ebermannstadt, Engelhardsberg, Eschlipp, Gasseldorf, Götzendorf, Hagenbach, Heiligenstadt in Oberfranken, Hetzelsdorf, Lützelsdorf, Muggendorf, Neuses, Niedermirsberg, Oberfellendorf, Oberleinleiter, Oberweilersbach, Pretzfeld, Reifenberg, Rüssenbach, Siegritz, Streitberg, Stücht, Tiefenstürmig, Traindorf, Unterleinleiter, Unterweilersbach, Wannbach, Weigelshofen, Wohlmannsgesees, Wohlmuthshüll, Wüstenstein und Zoggendorf beinhaltete.